# Jindřich Vodička

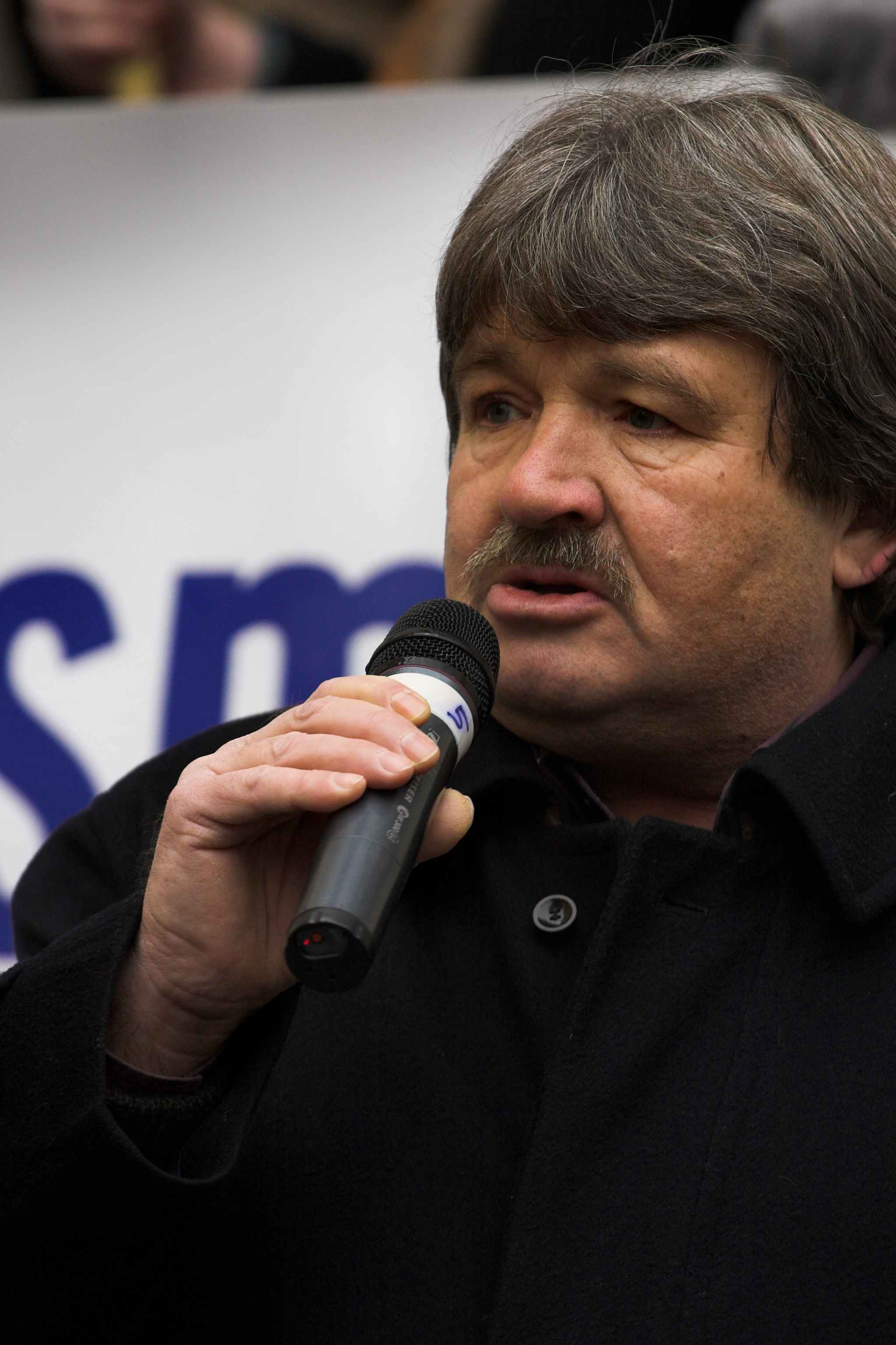
Jindřich Vodička (2009)

Jindřich Vodička (* 22. Juli 1952 in Prag) ist ein tschechischer Politiker der ODS. In den 1990er-Jahren war er Sozialminister und danach Innenminister der Tschechischen Republik.

## Leben
Vodička studierte an der Marineuniversität in Odessa. Danach arbeitete er auf tschechoslowakischen Frachtschiffen als Schiffsoffizier.
1991 war er Gründungsmitglied der Demokratischen Bürgerpartei (ODS). Am 6. Juni 1992 wurde Vodička zum Abgeordneten der tschechoslowakischen Föderalversammlung gewählt (und behielt sein Mandat bis zur Auflösung der Tschechoslowakei am 31. Dezember desselben Jahres). Am 2. Juli 1992 wurde er Minister für Arbeit und Soziales im ersten Kabinett von Václav Klaus. Dieses Amt behielt er in der Regierung Klaus II, wo er nach dem Ausscheiden von Jan Ruml ins Innenministerium wechselte.
Nach dem Rücktritt der Regierung trat Vodička kurzzeitig der US-DEU, der Abspaltungspartei Rumls, bei, wechselte aber nach drei Monaten wieder zur ODS, hatte nach 1998 aber keine höheren politischen Ämter mehr inne. Seither ist Vodička in der Privatwirtschaft tätig, unter anderem im Bereich der Frachtschifffahrt und der Immobilienwirtschaft.